# مالك الأشتر شجاع الدين
مكاسر الدعوة شاهزاده مالك الأشتر شجاع الدين هو الابن الثالث لمحمد برهان الدين الثاني، الداعي المطلق الثاني والخمسين من البهرة الداودية، فرع من المذهب الطيبي المستعلي الإسماعيلي الشيعي.

## الحياة الشخصية
وُلد مالك الأشتر في 2 أيار  1948 م (23 جمادى الثانية 1367 ھ) لوالده محمد برهان الدين وعائشة أمة الله.
نقية ابنة شجاع الدين متزوجة من حسين برهان الدين الابن الاصغر لمفضل سيف الدين. نقية تدير مدرسة روضة القرآن
```
في جنوب بومباي.
[
8
]
```

## الحياة المهنية
كان شجاع الدين أحد شهود النص الخاص الذي قام به محمد برهان الدين، والده، على مفضل سيف الدين، شقيقه، في عام 2011 م في لندن.
عُين شجاع الدين كأحد أمراء الجامعة السيفية الأربعة بتاريخ 20 رجب الأصب 1439 ھ الموافق 5 نيسان 2018 م على يد مفضل سيف الدين الداعي المطلق الثالث والخمسون. 
شجاع الدين هو رئيس طلاب كلية المؤمنين، وهي منظمة خدمة مجتمعية تطوعية يديرها طلاب البهرة الداودية، أنشأها جده الداعي المطلق الـ51 طاهر سيف الدين. اعتبارًا من عام 2020، تضم طلبة حوالي 5000 عضو في 133 موقعًا حول العالم.
في السنوات الأخيرة، ترأس شجاع الدين العشرة الحسينية المباركة فخطب في مومباي وهيوستن وشيكاغو والكويت وكربلاء.
عُين شجاع الدين في منصب المكاسر من الداعي المطلق الثالث والخمسين مفضل سيف الدين في 18 ذي الحجة 1445هـ (24 حزيران 2024م).

## النسب
شجاع الدين هو سليل مباشر للنبي محمد، الذي كان هو نفسه من نسل النبي إبراهيم، من خلال سلسلة متصلة من النسب النبيل والمهيب. يعود إرثه إلى النبي محمد من ابنة النبي فاطمة الزهراء وزوجها علي بن أبي طالب. ومن فاطمة وعلي، يستمر الخط من خلال ابنهما الإمام الحسين والأئمة اللاحقين في التقليد الإسماعيلي حتى الإمام الخامس جعفر الصادق. يشمل أسلاف شجاع الدين مير محمد علي وفخر الدين شهيد وعبد القادر حكيم الدين وخانجي فير وسيدي لقمان الذين كانوا من نسل جعفر الصادق مباشرة.

## أمريكا الشمالية
في عام 1978 م، زار شجاع الدين منطقة خليج سان فرانسسكو لأول مرة كممثل لوالده، برهان الدين، لتأسيس جماعة رسمية لمجتمع البهرة الداودية.
في عام 1996 م، افتتح والد شجاع الدين مسجد محمدي وترأس حفل ميلاد النبي في هيوستن. منذ ذلك الحين، يقيم شجاع الدين في هيوستن، متخذًا منها موطنه الثاني، ويقود طائفة البهرة الداوودية في الولايات المتحدة. وإلى جانب هيوستن، يزور شجاع الدين أيضًا دالاس، وسان أنطونيو، وبلانو، ونيويورك متكرر.
في عام 2001 م، بناءً على دعوة من شجاع الدين، ترأس والده عشيرة مباركة في هيوستن. اجتمع أكثر من 10000 من البهرة الداوديين من جميع أنحاء العالم لهذه المناسبة. وفي وقت لاحق من عام 2015، قَبِل شقيقه الداعي المطلق الثالث والخمسون، مفضل سيف الدين، دعوة شجاع الدين لإقامة عشيرة مباركة في المسجد المحمدي الذي تم تجديده حديثًا في هيوستن، وجذب الحدث حوالي 25000 عضو من أفراد المجتمع من جميع أنحاء العالم.

## ملحوظات
1. ↑  منظمة حكم دينية يعينها داعي المطلك تحت إشراف دعوة الهدية والتي تشرف على الشؤون الروحية والدينية والإدارية والزمنية لمجتمع البهرة الداوودية.